# Flughafenausbaugegner Frankfurt
Die Wählergemeinschaft Flughafenausbaugegner Frankfurt (FAG) war von 2001  bis 2012 in der Stadtverordnetenversammlung von Frankfurt am Main vertreten. 
Das Kürzel FAG stand bis 2001 auch für die Flughafen Frankfurt Main AG,  die Betreibergesellschaft des Flughafens Frankfurt, die sich im Zuge ihrer Internationalisierung und ihres Börsenganges in Fraport umfirmierte.
Nach Ansicht der FAG beeinträchtigt der Flughafenausbau die Lebensqualität der Menschen in Frankfurt und gefährdet ihre Gesundheit, zum Beispiel durch Fluglärm. Bei den Kommunalwahlen 2001 und 2006 gewann die Wählergemeinschaft jeweils vier Sitze mit 3,9 % bzw. 3,8 % der abgegebenen Stimmen. Von 2001 bis 2006 war die FAG die größte Oppositionsgruppe im Frankfurter Stadtparlament. Bei der Kommunalwahl 2011 errang die FAG nur noch einen Sitz, der Abgeordnete schloss sich der FDP-Fraktion an und verließ daraufhin die FAG auf deren Wunsch. Für die Oberbürgermeisterwahl am 11. März 2012 kandidierte Ursula Fechter, ehemalige Stadträtin der FAG und Sprecherin der Bürgerinitiative Sachsenhausen gegen die neue Landebahn. Sie erreichte 4,0 % der Stimmen, in Sachsenhausen-Süd sogar 28,1 %.
Die Wählergemeinschaft stellte ihre politische Tätigkeit in der Folge ein und trat bei den Kommunalwahlen 2016 nicht mehr an. Die ehemalige OB-Kandidatin Ursula Fechter kandidierte als Parteilose auf der SPD-Liste, wurde in die Stadtverordnetenversammlung gewählt und ehrenamtliche Stadträtin sowie Fluglärmschutzbeauftragte der Stadt. 2021 schied sie aus Altersgründen aus dem Parlament aus.
Die Mitglieder der FAG-Fraktion waren Bürger, die neben ihrem Engagement in Bürgerinitiativen durch parlamentarische Anträge, Anfragen und Reden im Stadtparlament den Ausbau des Flughafens Frankfurt verhindern wollten.